# Fallschirm-Panzergrenadier Division 2 Hermann Göring
Fallschirm-Panzergrenadier-Division 2 "Hermann Göring" foi uma divisão terrestre da Luftwaffe. Foi criada no dia 24 de Setembro de 1944, em Radom. Consequente fundiu-se à Panzer Division 1 Hermann Görin para formar a Fallschirm-Panzerkorps Hermann Göring. Combateu contra o Exército Soviético até se render a 8 de Maio de 1945.

## Comandantes
- Erich Walther, 24 de Setembro de 1944 - Novembro de 1944[2]
- Wilhelm Söth, Novembro de 1944 - Janeiro de 1945[2]
- Georg Seegers (Heer), Fevereiro de 1945 - Março de 1945[2]
- Helmut Hufenbach, Março de 1945 - 27 de Março de 1945[2]
- Erich Walther, Março de 1945 - Maio de 1945[2]